# Dania Ramirez
 Der er for få eller ingen kildehenvisninger i denne artikel, hvilket er et problem. Du kan hjælpe ved at angive troværdige kilder til de påstande, som fremføres i artiklen.

Dania Jissel Ramirez (født 8. november 1979) er en film- og tv-skuespillerinde fra Den Dominikanske Republik. Hun har blandt andet spillet rollen som Maya Herrera i den amerikanske superhelt-serie Heroes og Callisto i filmen X-Men: The Last Stand.

## Liv og karriere

### Tidlig liv og uddannelse
Ramírez blev født i Santo Domingo i Den dominikanske republik. Helt fra ung alder viste Dania at hun ville være foran et kamera. Som et ungt barn, ville hun genindspille spanske soapeoperaer for sin familie.
Hun blev opdaget af en model-spejder da hun arbejdede i en butik, kun 15 år gammel, og fik en rolle i en lille reklame for sodavand. Flere år senere, bestemte hun sig for at blive en mere seriøs skuespillerinde, og studerede ved the Actor's Workshop i New York City under Flo Greeberg. Efter at have skaffet sig en grad ved Montclair State University i New Jersey, flyttede hun til Los Angeles.

### Skuespillerkarriere
Hun var en statist i filmen Subway Stories (1997), hvor hun mødte filminstruktøren Spike Lee som senere lod henne medvirke i sin film,She Hate Me (2004).
Dania spillede rollen som "Caridad" i de sidste episoder av tv-serien Buffy the Vampire Slayer, og fik rollen som mutanten "Callisto" i superhelt-filmen X-Men: The Last Stand (2006), og som "Blanca Selgado" ("Anthony Soprano, Jr." sin nye kæreste) i den første del af den sjette sæson af The Sopranos. I The Sopranos spillede hun en enlig mor med en tre år gammel søn, "Hector". Hun medvirkede også i en musikkvideo, redigeret af sin forlovede Jessy Terrero. I 2007, medvirkede hun i en annen musikvideo, denne gang for Santanas sang "Into the Night" (med Chad Kroeger) fra hans album Ultimate Santana.
Ramirez fik herefter rollen som "Maya Herrera" i superhelt-serien Heroes i den anden sæson. Karakteren Maya Herrera" kan sprede sygdom om sig med vilje.

## Privatliv
Ramirez giftede sig i 2013 med instruktøren John Beverly "Bev" Land, samme år fødte hun tvillinger.

## Udvalgt filmografi

### Film
- Subway Stories (1997) - statist
- Streets Is Watching (1998) - Jay-Zs pige
- 25th Hour (2002) - Daphne
- The Ecology of Love (2004) - Alila
- Cross Bronx (2004) - Mia
- She Hate Me (2004) - Alex Guerrero
- Fat Albert (2004) - Lauri
- X-Men: The Last Stand (2006) - Callisto
- Illegal Tender (2007) - Ana
- Ball Don't Lie (2008) - Carmen
- The Fifth Commandment (2008) - Angel
- Quarantine (2008) - Sadie
- Brooklyn to Manhattan (2008) - Jessica
- Mojave (2015) - Detective Beaumont
- Jumanji: The Next Level (2019) - Jumanji NPC Flame

### Tv-serier
- Buffy - Vampyrernes Skræk (2003) - Caridad
- The Sopranos (2006–07) - Blanca Selgado
- Heroes (2007–08) - Maya Herrera
- Entourage (2010) - Alex
- Devious Maids (2013–16) - Rosie Falta
- Once Upon a Time (2017–18) - Cinderella / Jacinda Vidrio